# Catalogne oui c'est possible
Catalogne oui c'est possible (en catalan : Catalunya Sí que es Pot) est une coalition électorale catalane de gauche radicale et écologiste créée pour les élections au Parlement de Catalogne de 2015, par ressemblance avec la plate-forme Barcelone en commun qui a remporté les élections municipales de 2015 à Barcelone.
Elle est abandonnée au profit de la coalition Catalogne en commun, lors des élections au Parlement de Catalogne de 2017.

## Formation
Cette candidature unitaire rassemble les partis Initiative pour la Catalogne Verts (ICV), Gauche unie et alternative (EUiA), Podemos et Equo,,,.
Sa tête de liste régionale et pour la province de Barcelone est Lluís Rabell, jusqu'à présent président de la Fédération des Associations des Voisins de Barcelone, la numéro deux est l'écrivaine Gemma Lienas (es) (sans étiquette). Les suivants sont Joan Coscubiela (es) (ICV), Àngels Martínez Castells (Podemos) et Albano Dante Fachin Pozzi (Podemos).
Pour les trois autres provinces, les têtes de liste sont Marc Vidal (ICV) pour la province de Gérone, Sara Vilà (ICV) pour la province de Lérida, et Gerard Bargalló (Podemos) pour la province de Tarragone.

## Résultats
Au niveau régional, la coalition arrive en 4e position avec 8,94 % des voix (et 11 sièges), derrière Ensemble pour le oui (39,54 % et 62 sièges), Ciudadanos (17,93 % et 25 sièges) et le Parti des socialistes de Catalogne (12,74 % et 16 sièges).
Neuf sièges sont remportés dans la province de Barcelone (10,14 %, 4e), un dans la province de Gérone (4,77 %, 6e), un dans la province de Tarragone (6,47 %, 6e) mais aucun dans la province de Lérida (4,29 %, 6e).
Pablo Iglesias, le leader de Podemos reconnaît par la suite que ce résultat est « extrêmement décevant » et l'attribue au fait que le discours de défense des droits sociaux que portait la coalition n'a pas réussi à se frayer un chemin dans un débat polarisé par la question indépendantiste. Cette liste a en effet obtenu deux sièges de moins qu'aux élections régionales de 2012 où ICV et EUiA concouraient ensemble.